# Montivipera wagneri
Espèce
Synonymes
- Vipera wagneri Nilson & Andrén, 1984

Statut de conservation UICN

 CR A2d+4cd : 
En danger critique
Statut CITES
Montivipera wagneri est une espèce de serpents de la famille des Viperidae.

## Répartition
Cette espèce se rencontre en Turquie et en Iran à une altitude allant de 1 200 à 2 000 m dans des zones herbeuses ou rocheuses.

## Description

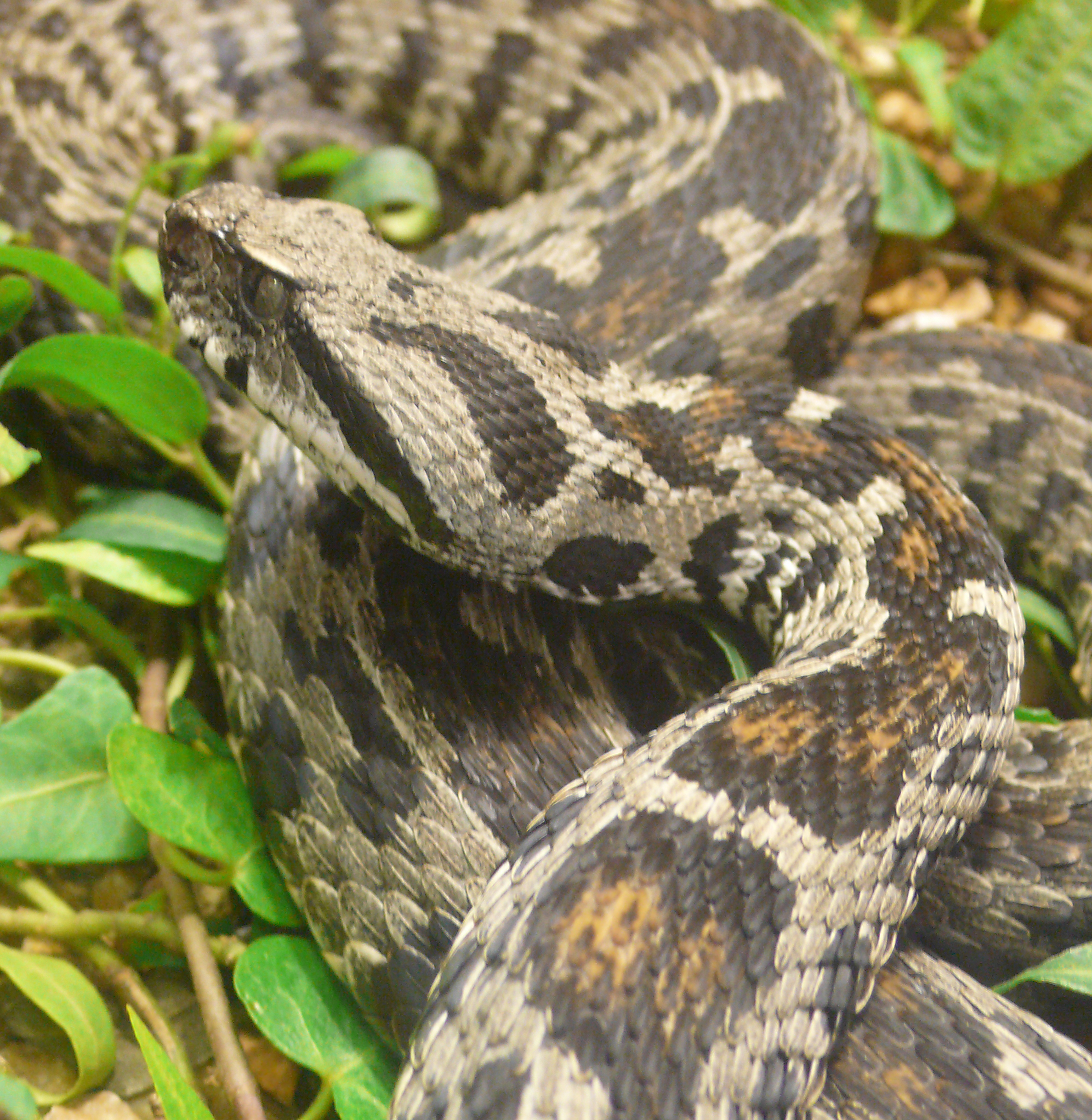
Montivipera wagneri

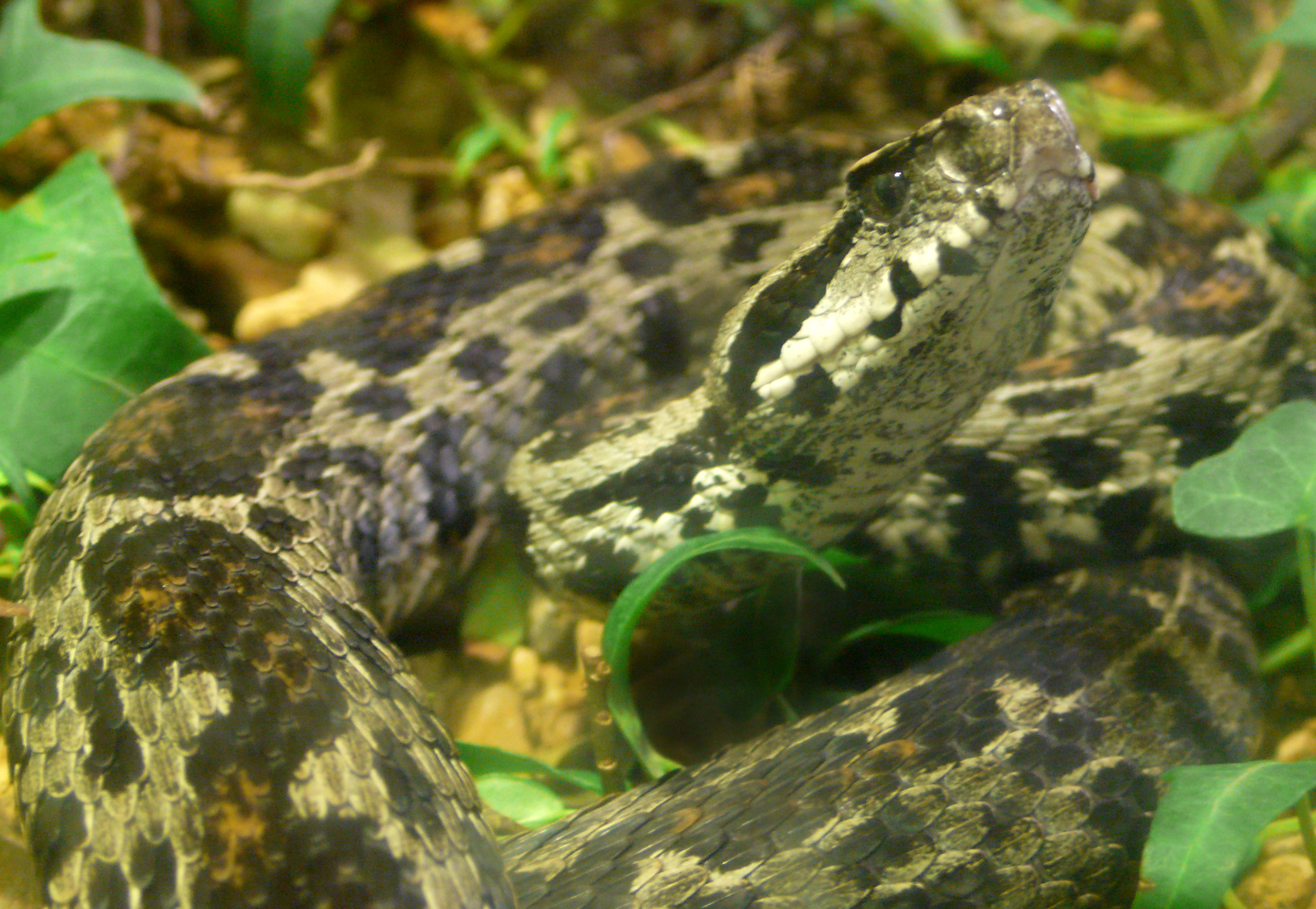
Montivipera wagneri

C'est un serpent venimeux et ovovivipare.
Il atteint environ 70 à 95 cm. La tête est assez large et allongée, et se démarque nettement du corps. Sa couleur de base est le gris ou le brun, avec des motifs marron cerclés de noir, parfois connectés entre eux, le long de la colonne vertébrale, de la nuque au début de la queue. Des points ou traits sombres sont présents sur les côtés. Une ligne sombre est généralement visible entre l'œil et la bouche.

## Étymologie
Cette espèce est nommée en l'honneur de Moritz Wagner (1813-1887).

## Publication originale
- Nilson & Andrén, 1984 : Systematics of the Vipera xanthina complex (Reptilia: Viperidae). 2. An overlooked viper within the xanthina species-group in Iran. Bonner Zoologische Beiträge, vol. 35, p. 175-184 (texte intégral).